# Cumberland (Wisconsin)
Cumberland és una població dels Estats Units a l'estat de Wisconsin. Segons el cens del 2000 tenia 2.280 habitants.

## Demografia
Segons el cens del 2000, Cumberland tenia 2.280 habitants, 1.013 habitatges, i 607 famílies. La densitat de població era de 258,9 habitants per km².
Dels 1.013 habitatges en un 26,4% hi vivien nens de menys de 18 anys, en un 44,7% hi vivien parelles casades, en un 11,7% dones solteres, i en un 40% no eren unitats familiars. En el 35,1% dels habitatges hi vivien persones soles el 19,6% de les quals corresponia a persones de 65 anys o més que vivien soles. El nombre mitjà de persones vivint en cada habitatge era de 2,18 i el nombre mitjà de persones que vivien en cada família era de 2,79.
Per edats la població es repartia de la següent manera: un 22,5% tenia menys de 18 anys, un 7,3% entre 18 i 24, un 23% entre 25 i 44, un 22,9% de 45 a 60 i un 24,3% 65 anys o més.
L'edat mediana era de 43 anys. Per cada 100 dones de 18 o més anys hi havia 82,2 homes.
La renda mediana per habitatge era de 32.661 $ i la renda mediana per família de 41.612 $. Els homes tenien una renda mediana de 34.519 $ mentre que les dones 21.304 $. La renda per capita de la població era de 18.688 $. Aproximadament el 9,5% de les famílies i l'11,7% de la població estaven per davall del llindar de pobresa.

## Poblacions més properes
El següent diagrama mostra les poblacions més properes.